# جنبش خزینه
جنبش خزینه مجموعه کوشش‌ها و رویدادهایی است که توسط برخی مسلمانان ایران در دورهٔ پهلوی یکم برای جلوگیری از ورود دوش حمام، و با هدف ادامهٔ استفاده از خزینه در حمام‌ها صورت گرفت. این جنبش بخشی از مجموعه تلاش برخی از مذهبیون برای مقابله با مظاهر تمدن نوین بوده است که قبلاً نیز خودش را با مخالف آن‌ها با قرنطینه، واکسیناسیون، شناسنامه و… نشان داده بود. در آن زمان مسئولان بهداشتی ایران به این نتیجه رسیده بودند که «خزینه‌ها یکی از مرکزهای اصلی نشر عفونت‌ها و بیماری‌های واگیر دار خطرناک است و سلامت عمومی جامعه را به خطر می‌اندازند.»
محقق تاریخ، رسول جعفریان، در مقاله مفصلی به ابعاد مختلف تاریخی، فقهی، گزارش‌های شهرهای مختلف و اسناد و مکتوبات پرداخته است که خلاصه آن حاکی از مقاومت برخی متشرعین و برخی علمای ساده محلات است، ولی مجتهدین طراز اول هیچ‌گونه مخالفتی با حمام دوشی نداشته و بلکه موافقت‌ها و مخارجی در تبدیل حمام‌های خزینه به دوشی داشته‌اند.

## زمینه
خزینه حوضچه‌ای در حمام بود که مردم خودشان را در آن می‌شستند و غسل می‌کردند. آب خزینه‌ها با توجه به شرایط فیزیکی‌شان به طبع کثیف بود و منبع پخش انواع میکروب و شیوع بیماری‌ها به‌شمار می‌آمد. به‌ویژه انواع بیماری‌های پوستی مانند تراخم، کچلی، بیماری‌های قارچی و آبله. معمولاً حمامی‌ها برای تمیز کردن خزینه فقط بین دو نوبت مردانه و زنانه، با گرداندن چوب درخت زالزالک در آب، مو و چرک و کف صابون را از خزینه جمع می‌کردند و مقداری آهک درون آن می‌ریختند.
در مورد اولین دوش حمام در ایران نیز گفته می‌شود که «سرداری از سپاه ناپلئون پس از سقوط وی به ایران می‌آید، و دیر زمانی از اقامت او در کشور می‌گذرد، و خدماتی به دولت ایران می‌کند، و بالأخره در این سرزمین چشم از جهان فرو می‌بندد. ناصرالدین شاه قاجار به پاس خدمات او، فرزندش کلنل نیکلا سمینو را به ایران دعوت می‌نماید و اموری را بدو می‌سپرد. او به این کشور علاقه‌مند شده و همسری ایرانی اختیار می‌کند و در ایران ماندگار می‌شود. سمینو پسر در نیمهٔ دوم پادشاهی ناصرالدین شاه در خیابان لختی (دروازه دولت، سعدی فعلی) حمامی بنا می‌کند، و برای نخستین بار در این حمام دوش کار می‌گذارد، و بدین ترتیب بنیان‌گذار این امر می‌شود.» حمام سمینو تا دوران محمدرضا شاه فعال بود.

## ممنوع شدن خزینه
در اوایل سلطنت پهلوی به فرمان رضا شاه استفاده از خزینه در حمام‌ها برای رعایت بهداشت به‌طور رسمی ممنوع اعلام شد. برخی از علما و روحانیون به‌خصوص روحانیت خراسان به این حکم اعتراض کردند. در شکل کلی‌تر، در سدهٔ اخیر و در جریان مواجههٔ جامعه ایران با دنیای جدید، هر پدیدهٔ نوظهور و تازه‌وارد ابتدا با مقاومت برخی از جمله روحانیون مواجه شده است. پیش از این نیز در سال ۱۲۵۵ خورشیدی و با شیوع طاعون در جنوب ایران، روحانیون محلی به‌شدت به مخالف با قرنطینه پرداختند. از زمان آغاز برنامه‌ریزی برای مایه‌کوبی آبله، مخالفت‌های عمومی به‌خصوص با تحریک احساسات مذهبی در ایران بسیار رایج بود و این دیدگاه منتشر می‌شد که «واکسیناسیون یک برنامه از سوی کفّار است که در پوشش مبارزه با بیماری‌ها اما برای عقیم کردن و کاهش جمعیت امت اسلامی در نظر گرفته شده است.» در مورد شناسنامه نیز برخی از روحانیون فتوا صادر کردند که گرفتن شناسنامه حرام است.

## گسترش اعتراضات
این مذهبیون حزبی به نام «حزب خزینه» تأسیس کردند و استفاده از دوش به جای خزینه را از مظاهر غرب‌گرایی اعلام کردند. این افراد آب خزینه را به اصطلاح «کرّ» می‌دانستند و غیر آن را تحت عنوان آب قلیل یاد می‌کردند. آن‌ها می‌گفتند که منع خزینه «غیرشرعی» است و با آبی که از شیر آب می‌ریزد نمی‌توان غسل کرد. برخی روحانیون به دلیل مخالفت با رضا شاه ممنوع کردن خزینه «عمل خلاف شرع رضا شاه» اعلام کردند. آن‌ها آب «کرّ» را آبی می‌دانستند که «در سه و نیم وجب در سه و نیم وجب در سه و نیم وجب باشد. در چنین آبی می‌توان وضو گرفت و غسل کرد ولو در آن حیوانی یا انسانی ادرار کرده باشد. به شرط آن‌که عین نجاست در آن دیده نشود و پس از ادرار، آب از خزینه سر زیر شود.»
بنابراین موضوع خزینه تبدیل شد به یکی از کشاکش‌های بین برخی مذهبیون و افرادی که میل به مدرن شدن جامعه داشتند و جنگی بر علیه «دوش حمام» آغاز شد. جنبش خزینه و مخالفت‌های پیرامون آن شکل گرفت و برخی مؤمنین و متدینین هم تا سال‌ها پنهانی از خزینه استفاده می‌کردند و نیمه شب‌ها به دور از چشم پاسبان‌ها و با رشوه به حمامی، از خزینه استفاده می‌کردند.
سید مهدی طالقانی فرزند سید محمود طالقانی نیز گفته است: «قبلاً حمام‌های خزانه بود که باعث بیماری‌های زیادی می‌شد، از جمله برادر کوچک من که کچلی گرفت. پدر تصمیم گرفت، در روستا حمام دوش درست کند. نمی‌دانید علما چه کردند که «آب کر نیست» و… اما آقا پای کارش ایستاد و پولش را هم از خود روستایی‌ها جمع کرد.»